# Тёмная птица (Marvel Comics)
Тёмная птица (англ. Blackbird), также прозванный Икс-Джет (англ. X-Jet) — вымышленный самолёт, появляющийся в комиксах издательства Marvel Comics. Самолёт изображён как используемый командой супергероев Людей Икс летательный аппарат. За эти годы было несколько воплощений этого самолёта, а Циклоп и Шторм — главные пилоты.

## Вымышленная история
Когда появились Людей Икс, они отправились на частном самолёте и вертолёте Профессора Ксавьера: продвинутые, но довольно обычные самолёты с удалёнными автопилотами (то есть Профессор вылетел из дома). Когда серия возобновилась в 1975 году, Люди Икс вылетели на Страто-Джете, который напоминал более крупную версию шпионского самолёта Lockheed SR-71 Blackbird (отсюда и название), модифицированного для перевозки нескольких пассажиров и для вертикального взлета и посадки (СВВП). Некоторые авторы упомянули этот проект как «SR-73», «SR-77» или «SR-70», это канон в большинстве сюжетных линий Вселенной Marvel, включая X-Men: Evolution, чей первый выпуск показывает, что Скотт назвал его SR-77. Оригинальный самолёт Тёмная птица Людей Икс была разрушена и перестроена много раз в ходе многочисленных приключений команды. В более поздних версиях была включена технология, созданная изобретателем Кузнецом, а также чуждой (Ши’раской) технологией, включая оружие, голографический активный камуфляж и двигатели, способные к сверхзвуковым скоростям. Одна версия Тёмной птицы имела экспериментальное ветровое стекло кокпита, наполненное следами того же рубинового кварцевого материала, используемого в козырьке Циклопа, позволяя ему проектировать и усиливать свои оптические взрывы.

## Ultimate Икс-Джет
В серии Ultimate X-Men у Людей Икс есть несколько самолётов в том числе один, похожий на бомбардировщик невидимка B-2 Spirit (этот корабль упоминается в 70 номере как «Крыло Икс» (англ. X-Wing)). Один из самолётов упоминался небрежно как «Чёрная птица» из-за его сходства с SR-71

## Вне комиксов

### Телевидение
- Тёмная птица появилась в мультсериале Люди Икс: Прайд Людей Икс и часто в анимационном сериале Люди Икс[3][4].
- Икс-Джет (вместе с вертолётом) появился в более новом анимационном сериале Люди Икс: Эволюция.
- Тёмная птица также появился в анимационной сериале Росомаха и "Люди Икс.
- Тёмная птица также был представлен в Marvel Anime.

### Фильмы
- Тёмная птица кратко показан в первом фильме «Люди Икс», где он используется для приведения Людей Икс на остров Свободы. Он сыграл большую роль в продолжении «Люди Икс 2.» Сначала его используют Джин Грей и Штормом, чтобы найти Ночного Змея. Позднее он используется для спасения Росомахи, Джубили, Пиро и Человека-льда, а затем отправляется на плотину Алкали-Лейк, чтобы спасти захваченных учеников Института Ксавьера и сорвать план Уильяма Страйкера. Когда их попросили остаться, Шельма и Человек-лёд ждали в Икс-Джете, а Пиро покинул их, чтобы присоединиться к Братству мутантов. Шельма и Человек-лёд летают на Икс-Джете, чтобы спасти Людей Икс и захваченных мутантов. Джин Грей осталась, чтобы противостоять наводнению, и отправляет Икс-Джет в безопасное место от входящей волны от сломанной плотины.
- В фильме «Люди Икс: Последняя битва» Икс-Джет использует технологию скрытности, которая делает его невидимой. Он используется для возвращения в озеро Алкали, чтобы исследовать «воскрешение» Джин Грей. Позднее он был использован для того, чтобы отвести Людей Икс до финальной битвы на острове Алькатрас, где он разрушен Фениксом.
- Схематическое изображение схемы SR-71 Blackbird можно увидеть на экране компьютера Тони Старка в фильме «Железный человек», который почти идентичен плоскости, используемой в фильме «Люди Икс: Первый класс».
- В фильме «Люди Икс: Первый класс» Тёмная птица (где Хэнк Маккой /Зверь утверждает, что он её разработал) почти внешне идентична SR-71, хотя его внутренняя компоновка очень отличается. Он был разрушен в кульминации фильма, когда вихрь, созданный Риптайдом, вызывает его крушение.
- Обновлённая версия Тёмной птицы (теперь известная как будущий Икс-Джет) была представлена в фильме Люди Икс: Дни минувшего будущего. В будущем, в 2023 году, будущий Икс-Джет содержит компактную версию будущего Церебро для использования профессором Икс[5] и был скрыт в китайском монастыре от охотников за мутантами, используя способность тумана. После их открытия Магнето и Шторм позже катапультировали будущий Икс-Джет, чтобы взорвать на приближающихся Стражей[6]. Во время эры 1970-х годов никакая версия Тёмной птицы или Икс-Джета не была видна, а групповые трансляции на борту частного самолёта профессора, похожи на ранние комиксы.
- Тёмная птица появляется в фильмах «Дэдпул» и «Люди Икс: Апокалипсис».

### Видеоигры
- Тёмная птица — это установка сцены Шторм в аркадной и консольной игре X-Men: Children of the Atom. Игроки сражаются на вершине Тёмной птицы, которая припаркована поверх самого авианосца. Он также появляется снова в аркадной и консольной игре X-Men vs. Street Fighter. Игроки должны снова сражаться на вершине «Тёмной птицы», хотя на этот раз он не находится на вершине авианосца, а готовится к взлёту. Этап вернулся в Marvel Super Heroes vs. Street Fighter. Игроки должны снова сражаться на вершине Тёмной птицы, хотя на этот раз он не готов к взлёту, но скорее всего недавно приземлился.
- Взгляд на Икс-Джет из комиксов Ultimate X-Men использовался в играх X-Men Legends и X-Men Legends II: Rise of Apocalypse. Он служил для того, чтобы привести персонажей в их следующее место.
- «Тёмная птица» упоминается Росомахой в начале игры Deadpool, когда его услышали у ответчика: «НЕТ! Ты не можешь взять нашу Тёмную птицу за радость!». Позже Люди Икс неохотно позволили Дэдпулу пилотировать Тёмную птицу, чтобы взять их и себя в Геношу, но Дэдпул разбивает его во время посадки выкидывая Людей Икс.